# Bogensee (Wandlitz)

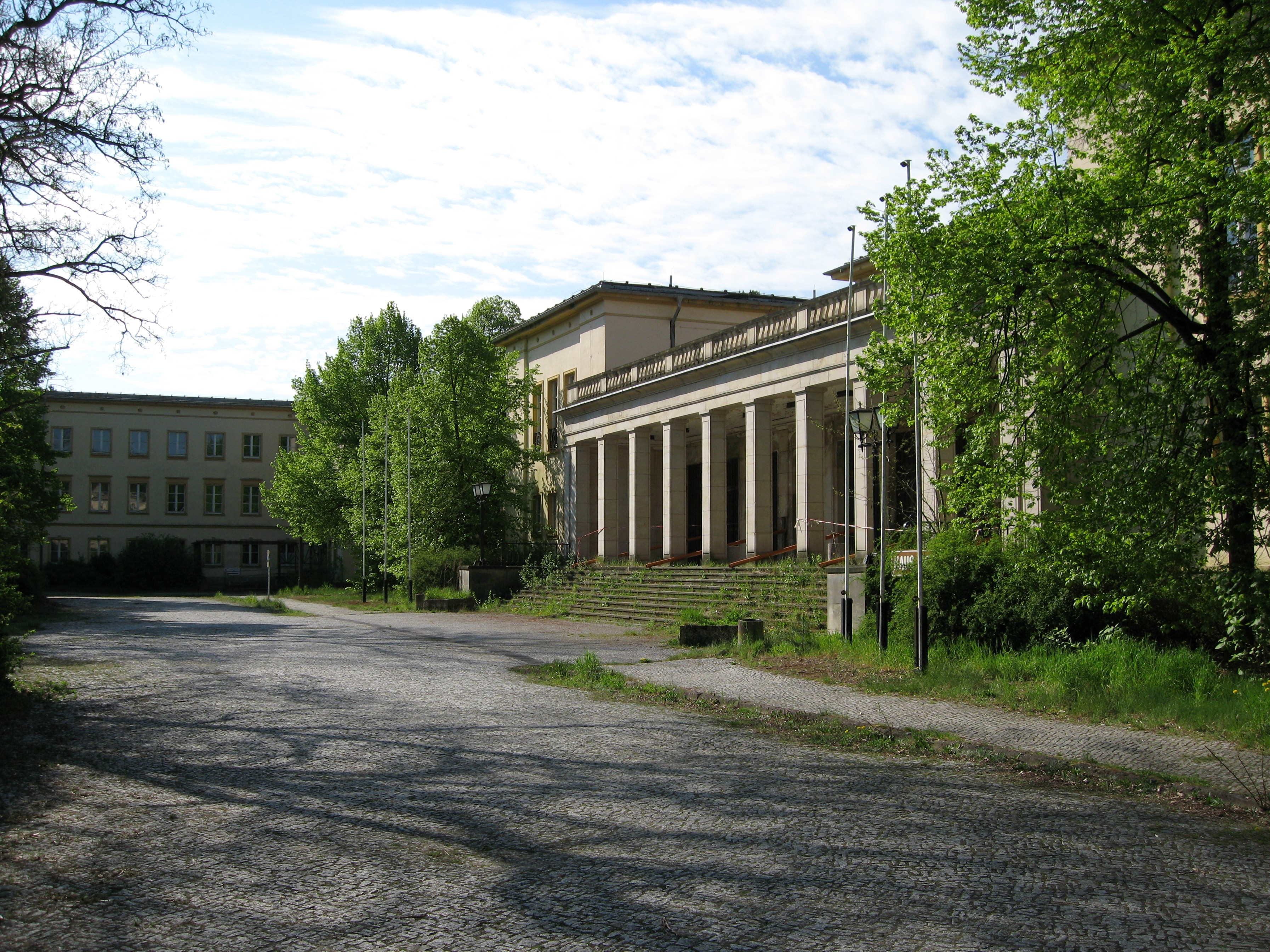
Haus Bogensee

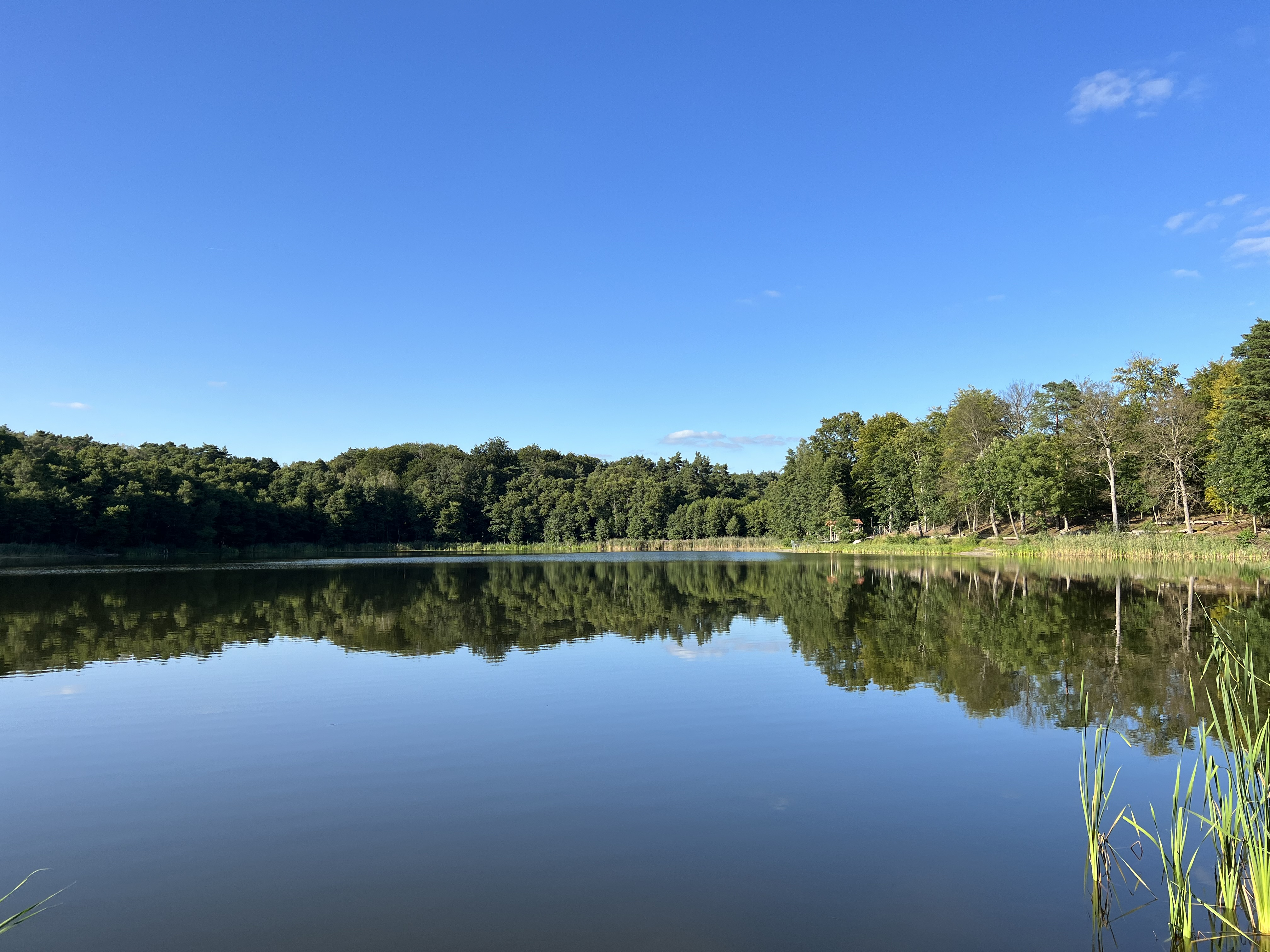
Bogensee, 2023

Bogensee ist ein Wohnplatz im Ortsteil Lanke der Gemeinde Wandlitz im Land Brandenburg. Er liegt zwischen den Wandlitzer Ortsteilen Wandlitz, Prenden und Klosterfelde, etwa 15 Kilometer nördlich der Berliner Stadtgrenze. Er befindet sich am Bogensee.
Geschichtlich hervorzuheben sind der Landsitz Waldhof am Bogensee für Joseph Goebbels und die spätere Nutzung des Areals für die Jugendhochschule „Wilhelm Pieck“ der FDJ. Die Gebäude stehen unter Denkmalschutz.

## Geschichte
Der Name Bogensee leitet sich vom Waldnamen Bogen ab, dieser wiederum stammt vom brandenburgischen Wort Bān für ‘Dickicht, worin sich das Wild befindet’.
Der Kämmerer und Geheime Rat seiner Majestät, Graf Wilhelm von Redern, verkaufte 1919 hoch verschuldet sein circa 5000 Hektar umfassendes und 1876 erworbenes Gut Lanke mit dem Bogensee für fast 20 Millionen Reichsmark an den Magistrat von Berlin.
Im Jahr 1936 schenkte die Stadt Berlin den Bogensee und 496,3 Hektar Land mit einem am Ostufer des Sees errichteten Blockhaus Reichspropagandaminister Joseph Goebbels zu dessen 39. Geburtstag auf Lebenszeit. Ab 1939 entstand hier Goebbels Landwohnsitz Waldhof, davon stehen heute das Wohnhaus, Gästehaus, Wach- und Wirtschaftsgebäude sowie drei Bunker unter Denkmalschutz.
Das Gelände am Bogensee, bewacht von einer SS-Eliteeinheit, wurde während der Schlacht um Berlin Ende April 1945 von Truppen der Roten Armee besetzt. In der folgenden zehnmonatigen Nutzung durch die sowjetischen Streitkräfte diente es vorübergehend als Lazarett. Ab April 1946 begann die Einrichtung einer zentralen Jugendleiterschule der Freien Deutschen Jugend (FDJ). In der Folgezeit entstanden weitere Anlagen und Gebäude; unter Denkmalschutz stehen heute ein Lektionsgebäude, vier Hörerwohnhäuser, ein Gemeinschaftshaus und Trafogebäude sowie die Gestaltung und Bepflanzung der zum Komplex gehörenden Frei- und Grünflächen.
Der Waldhof gehört der Stadt Berlin und wird seit 2000 größtenteils nicht mehr genutzt. In einem Nebengebäude befindet sich aktuell noch die Waldschule Bogensee.
Wegen ausufernder Kosten zur Unterhaltung der Anlage wird von Berliner Abgeordneten ein Abriss aller Gebäude angestrebt. Kommunale Politiker und Denkmalschützer halten dagegen. Nach den Berliner Abrissforderungen will sich die Gemeinde intensiver um eine Nutzung oder einen Investor kümmern und wird einen Antrag auf Fördergeld stellen.
Erhaltene historische Gebäude auf dem Gelände sind: 
- Heizkraftwerk
- Sporthalle
- Tennisplätze
- Fußballplatz
- Werkstattgebäude
- Schulcampus, nach Plänen des Berliner Architekten Hermann Henselmann ab 1951 errichtet (siehe: Jugendhochschule „Wilhelm Pieck“).

Die Einzelgebäude des Schulkomplexes trugen in der DDR-Zeit internationale Namen wie Haus Reggio di Calabria, Haus Budapest, Haus Potsdam oder Haus Wien. Die von der Waldschule genutzten Gebäude wurden 2010 unter Denkmalschutzauflagen saniert. Sie stehen allesamt seit dem Jahr 2005 leer, sind aber denkmalgeschützt und allgemein von außen zugänglich. Deshalb muss die Stadt Berlin als Eigentümer die gesamte Anlage instand halten, wozu jährlich mehr als eine Million Euro ausgegeben werden.
Der Komplex weist eine mehrheitlich gute bis sehr gute Photovoltaik-Eignung auf. Demnach seien exemplarisch auf den zentralen Schulgebäuden gut 650 kWp installierbar, was einem Jahresertrag von etwa 620 MWh entspräche.
Seit dem 30. Juni 2021 informiert die Online-Ausstellung „Bogensee. Eine historische Ortsbegehung“ über die Geschichte des Ortes. Sie ist ein Projekt des Leibniz-Zentrums für Zeithistorische Forschung in Potsdam.
Die finnische Regisseurin Kirsi Marie Liimatainen, die 1988 einen Lehrgang an der Jugendhochschule besuchte, drehte einen Film unter dem Titel Comrade, where are you today? über ihre Zeit am Bogensee und das heutige Leben ihrer Kommilitonen. Filmpremiere war 2016.
Zur Wieder-Inbetriebnahme des Komplexes hat das Bundesbauministerium im Jahr 2024 eine Perspektivstudie in Auftrag gegeben. 16 Nationale und internationale Projektbüros haben ihre Pläne eingereicht, von denen fünf Projekte in die engere Wahl gelangten und deren Ideen der Gemeindevertretung im Juni 2025 vorgestellt wurden. Bis Ende Juli 2025 soll ein Beschluss dazu gefasst werden. Zur Organisation der erforderlichen Arbeiten wurde mit der  Berliner Immobilienmanagement GmbH ein Überlassungsvertrag vereinbart.